# Армянская философия
Армянская философия (арм. Հայ փիլիսոփայություն) — совокупность философского наследия армянских мыслителей.

## История

### Средневековая армянская философия
Средневековая армянская философия представлена следующими основными произведениями: «Опровержение лжеучений» Езника Кохбаци (V век), «Определение философии» и «Анализ Порфирия» Давида Анахта (V—VI века), являющегося выдающим представителем эллинистической школы в философии. 
В научный оборот Средневековья вошли армянские переводы представителей античной культуры. Это сочинения Аристотеля, Платона, Филона Александрийского, Порфирия, Фомы Аквинского и др. В Средние века появляются комментарии армянских авторов ко многим памятникам эллинских и раннесредневековых армянских авторов. Так, Григор Татеваци (XIV век) комментирует сочинения Аристотеля, Порфирия; Ованес Воротнеци (XIV век) комментирует сочинения Аристотеля, Порфирия, Филона; Аракел Сюнеци (XV век) исследует толкование трудов Давида Анахта. Философские сочинения содержатся в 497 рукописях Матенадарана, в их числе работы Давида Харкаци (VII век), Степаноса Сюнеци (VIII век), Ованеса Имастасера (XI—XII век), отмечающего первостепенную роль опыта в познании мира; Ованеса Ерзнкаци (XIII век), считающего, что «всё, что держится под небом — подвижно и изменяемо»; Ваграма Рабуни (XIII век), Степаноса Лехаци (XVII век) и др.

### Философия нового времени
С XVII века начинается формирование новой философии. На первую половину этого столетия приходится деятельность Барсега Ахбакеци и его учеников — Нерсеса Мокаци и Меликсета Вжанеци.
Немного позднее получает известность философ и богослов Симеон Джугаеци, автор «Книги логики» и комментариев к «Элементам теологии» Прокла. В XVIII веке ведёт свою деятельность Симеона Ереванци.

### Философская мысль в Армении в XX веке
Значительное развитие получила философская мысль в Армении в XX веке. Проблемы, связанные со спецификой философского знания, разрабатывал Г.А.Брутян. Философские аспекты семиотики — Л.А. Абрамян. В это время в ряде работ была исследована, начиная с древности, армянская философская мысль. В данной области плодотворно работали такие историки философии как В.К. Чалоян, Г.Г. Габриельян, С.С. Аревшатян, Г.Т. Хрлопян, Г.О.Григорян. Значительный вклад в изучение логического учения Давида Непобедимого внес Г.А.Брутян. Философские вопросы естествознания затрагивал в своих сочинениях В.А. Амбарцумян. Вопросы, затрагивающие различные аспекты философской аргументации — исследовали Г.Г. Шакарян, П.Ц.Агаян, Э.Б.Маркирян, М.В. Асатрян, Г.П.Григорян и др. В 1984 году в Ереване состоялась конференция "Философские проблемы аргументации".